# 高松正道

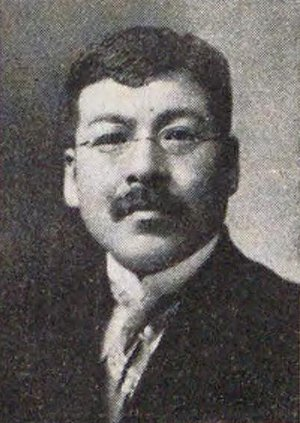
高松正道

高松 正道（たかまつ まさみち、1877年（明治10年）7月9日 - 昭和14年（1939年）9月3日）は、日本の衆議院議員（立憲国民党→純正国民党）、ジャーナリスト。

## 経歴
堺県丹南郡野田村（現在の大阪府堺市東区）出身。文学寮高等科（現在の龍谷大学）を卒業。中央公論社、中央新聞社、大阪朝日新聞社の記者を経て、大阪新聞通信社の社長を務めた。
1917年（大正6年）、第13回衆議院議員総選挙に立憲国民党から出馬し、当選を果たした。その後、普通選挙を主張し、党議に敗れて離党した。
その他、大阪府立憲青年会幹事長、河泉農業組合長などを務めた。